# Jordi Cairó Ricart
Jordi Cairó Ricart, nascut a Badalona el 24 d abril del 1.955, és un exjugador de bàsquet català i antic directiu del Club Joventut Badalona. Germà del també exjugador i exdirectiu de la Penya Francesc Cairó, i fill de l'històric dirigent verd-i-negre i també exjugador Francesc Cairó García.

## Carrera esportiva
Es va formar com a jugador al planter del Joventut formant part dels equips de mini basquets,fins a Júnior, fins debutar a la lliga ACB la temporada 1973-74 amb Josep Lluís i Cortés a la banqueta. Formava part de la llavors coneguda com a "Quinta del Matraco", juntament amb altres joves del planter: Fernández, Delgado, Mulà i Bosch.

TRAJECTÒRIA ESPORTIVA:
.-CJB des de mini basquet fins a Júnior,arribant a ser membre del primer equip vert i negre, des del 1974, fins al 1977.
.-Membre de la selecció de Barcelona de mini basquet 
.-Membre de la selecció espanyola júnior i primera medalla de plata d àmbit estatal.1974 
.-Membre de la selecció Europea Júnior 1974
.-Jugador primer equip del Cotonificio de Badalona a la lliga nacional. -1976-1978-
.-Jugador del primer equip del CB Mollet a la lliga nacional.-1979-

PALMARES
.-Campió d Espanya infantil categoria de clubs i escolar.-1970-
.-Campió d Espanya júnior a Castelló.-1973-
.-Campió d Espanya escolar amb el col·legi Badalonés.-1973-
.-Campió del mon escolar amb el col·legi Badalonés.-1974-
.-Subcampió d Espanya junior,a Sevilla,.(MVP del campionat).-1974-
.-Subcampió d Europa junior amb la selecció espanyola.-1974-
.-Campió de la Copa del Generalissimo 1975-76 amb CJB
La següent etapa de Cairó al club verd-i-negre es va iniciar amb Genís Llamas com a president, el 1996, exercint de director esportiu. Sota la seva direcció el Joventut va aconseguir:
.-Campions de FIBA Eurocupde Kiev al 2006
.-Campions de Copa del Rei a Vitoria,el 2008
.-Campions de la ULEB Cup de Torí el 2008
.-Campions de quatre lligues catalanes.

Va deixar el càrrec l estiu del 2013,sent substituït per Jordi Marti, de la seva confiança.